# In de Spieringen
In de Spieringen is een monumentaal pand in de Nederlandse stad Gouda.

## Beschrijving
Het pand met de gevelsteen In de Spieringen is gelegen aan de Spieringstraat in Gouda. In de jaren zestig van de 20e eeuw werd het pand gekocht door de Goudse apotheker E. Grendel, die het 18e-eeuwse pand liet restaureren. De Goudse kunstenaar Cees Broehs vervaardigde in die tijd de gevelsteen met een afbeelding van drie spieringen. Deze vissen zijn een verwijzing naar het familiewapen van Grendel. Naast de entree bevindt zich rechts een vierkant zestienruitsvenster en links een rechthoekig achtruitsvenster. In de puntgevel bevindt zich een venster met de oorspronkelijke roedeverdeling. In het pand, dat sinds 1966 is erkend als rijksmonument, is een galerie gevestigd.

## Externe link

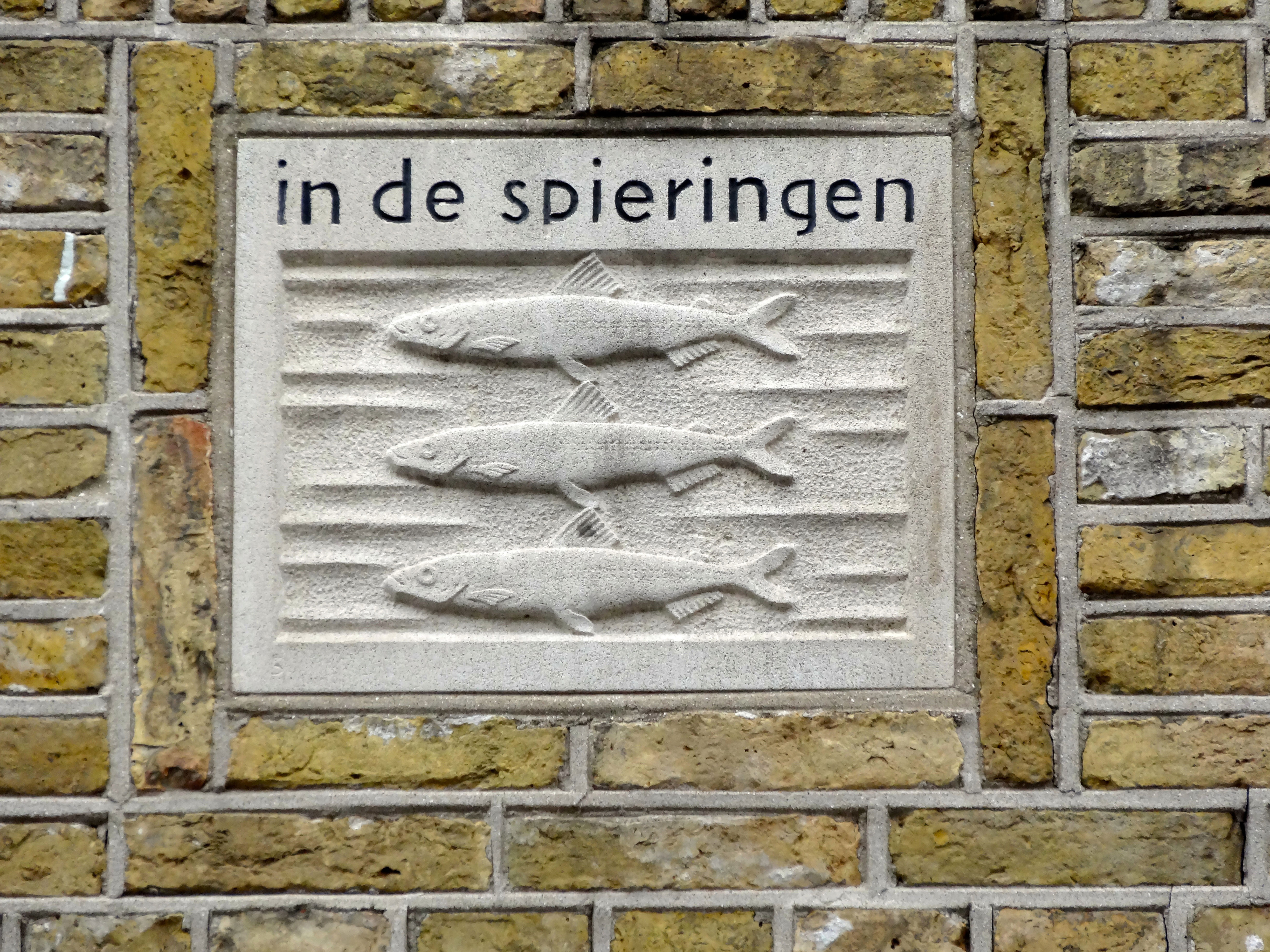
Gevelsteen In de Spieringen